# Bertsdorf-Hörnitz
Bertsdorf-Hörnitz es un municipio situado en el distrito de Görlitz, en el estado federado de Sajonia (Alemania), a una altitud de 300 metros. Su población a finales de 2016 era de unos 2100 habs. y su densidad poblacional, 120 hab/km².